# Stretchia prima
Stretchia prima är en fjärilsart som beskrevs av Smith 1891. Stretchia prima ingår i släktet Stretchia och familjen nattflyn. Inga underarter finns listade i Catalogue of Life.